# Zeche Vereinigte Margarethe
Die Zeche Vereinigte Margarethe war ein ehemaliges Bergwerk im Dortmunder Stadtteil Sölde.

## Bergwerksgeschichte
Die Zeche wurde am 21. Oktober 1856 vom Aplerbecker Aktien-Verein für Bergbau in Dortmund-Sölde als Doppelschachtanlage angelegt. Sie lag an der Bahnlinie Dortmund-Unna unweit des Bahnhofs Sölde.
1859 wurde die Förderung aufgenommen und betrug 1870 bereits 100.000 Tonnen. Die Weiterverarbeitung der Steinkohle wurde ab 1887 durch eine eigene Brikettfabrik realisiert. 1902 wurde das Grubenfeld der früheren Zeche Schwarze Adler in Holzwickede übernommen. 1905 wurden die ersten Akkuloks im Untertage-Transport eingesetzt. 1912 war der Baubeginn für Schacht 3, der 1913 in Förderung kam, wonach die Jahresförderung auf 300.000 Tonnen stieg. Die Schachtanlage Margarethe wurde am 15. Juni 1926 stillgelegt.

## Was geblieben ist
Ein Wetterschacht der Zeche Margarethe wurde vom Förderverein Bergbauhistorischer Stätten Ruhrrevier e. V., Arbeitskreis Holzwickede rekonstruiert und befindet sich in unmittelbarer Nähe der Emscherquelle.
Die Zeche-Margarethe-Straße in Dortmund erinnert heute ebenso an den Standort dieses Bergwerks wie die Straßenzüge Margarethenstraße und der Luftschachtweg in Holzwickede.